# Балясна Любов Кузьмівна
Любов Кузьмівна Балясна (нар. 27 серпня 1927, селище Веселе, тепер Мелітопольського району Запорізької області — 5 квітня 2021, місто Москва, Російська Федерація) — радянська комсомольська діячка, секретар ЦК ВЛКСМ і ЦК ЛКСМУ, заступник міністра освіти РРФСР. Кандидат педагогічних наук (1973), старший науковий співробітник.

## Біографія
Народилася в селянській родині. У 1929 році родина переїхала до Запоріжжя, на будівництво Дніпрогесу. З серпня 1941 до 1945 року перебувала в евакуації в місті Чебаркуль Челябінської області. У 1942 році вступила до комсомолу. У 1945 році повернулася до Запоріжжя, закінчила середню школу із золотою медаллю.
У 1945—1946 роках навчалася на фізико-математичному факультеті Дніпропетровського державного університету. У 1946—1949 роках — студентка Запорізького державного педагогічного інституту.
У 1949—1952 роках — викладач Запорізького державного педагогічного інституту.
Член ВКП(б) з травня 1952 року.
У червні 1952 — жовтні 1953 року — секретар Запорізького обласного комітету ЛКСМУ.
У жовтні 1953 — квітні 1958 року — секретар ЦК ЛКСМУ з роботи серед піонерів і школярів.
18 квітня 1958 — 18 березня 1964 року — секретар ЦК ВЛКСМ та голова Центральної Ради Всесоюзної піонерської організації імені Леніна. Член редакційної колегії журналу «Вожатий».
У 1964 — вересні 1987 року — заступник міністра освіти РРФСР.
З вересня 1987 року — персональний пенсіонер союзного значення в Москві.
У 1987—1992 роках — вчений секретар Ради з координації діяльності педагогічних товариств союзних республік Академії педагогічних наук СРСР.
З 1992 до 1996 року — старший науковий співробітник Науково-дослідного інституту освіти і теорії педагогіки Російської академії освіти.
З 1996 року — методист Центру розвитку творчості дітей та юнацтва імені Косарєва.
Померла 5 квітня 2021 року в Москві.

## Нагороди та відзнаки
- два ордени Трудового Червоного Прапора
- два ордени «Знак Пошани» (26.02.1958,)
- медалі
- медаль К.Д.Ушинського
- медаль Н.К.Крупської
- медаль А.С.Макаренка